# Astartowate
Astartowate (Astartidae) – rodzina niewielkich, morskich małży z rzędu Veneroida obejmująca około 30 współcześnie żyjących gatunków, występujących głównie w zimnych wodach słonych półkuli północnej. W polskiej strefie Morza Bałtyckiego stwierdzono występowanie 2 gatunków. Są to: astarta północna (Astarte borealis) i astarta zachodnia (Astarte islandica).  
Astartowate charakteryzują się mocnymi, grubościennymi muszlami, w zarysie trójkątnymi lub owalnymi, o wyraźnie zaznaczonym, zwykle koncentrycznym żeberkowaniu. Długość muszli nie przekracza 50 mm. Na prawej połówce (skorupce) muszli znajdują się 2 zęby (duży ząb główny i ząb boczny), a na lewej 2 lub 3 (2 główne i 1 boczny). Mięśnie zwieracze są zbliżonej wielkości. 

## Systematyka
Rodzina obejmuje rodzaje: 
- Astarte
- Digitaria
- Eriphyla
- Gonilia
- Goodallia

Rodzajem typowym rodziny jest Astarte – obejmuje większość jej gatunków. Z braku szczegółowych badań klasyfikacja biologiczna w obrębie rodziny nie jest ustalona.